# Triumfetta delicatula
Triumfetta delicatula là một loài thực vật có hoa trong họ Cẩm quỳ. Loài này được Sprague & Hutch. miêu tả khoa học đầu tiên năm 1909.